# ダリオ・チャナジア
ダリオ・チャナジア（Dario Čanađija 、1994年4月17日 - ）は、クロアチア・ビェロヴァル出身のプロサッカー選手。HŠKズリニスキ・モスタル所属。ポジションは、ミッドフィールダー。

## タイトル
リエカ
- クロアチア・ファースト・フットボールリーグ: 2016-17
- クロアチア・フットボールカップ: 2016-17

オリンピア・リュブリャナ
- スロベニア・プルヴァリーガ: 2017-18
- スロベニア・カップ: 2017-18